# Schivenoglia
Schivenoglia (Schivnòia in dialetto basso mantovano) è un comune italiano di 1 080 abitanti della provincia di Mantova in Lombardia.
 Il nome è un composto del verbo schivare e del sostantivo noia, in riferimento al fatto che il luogo fu per lungo tempo meta di villeggiatura signorile.

## Geografia fisica

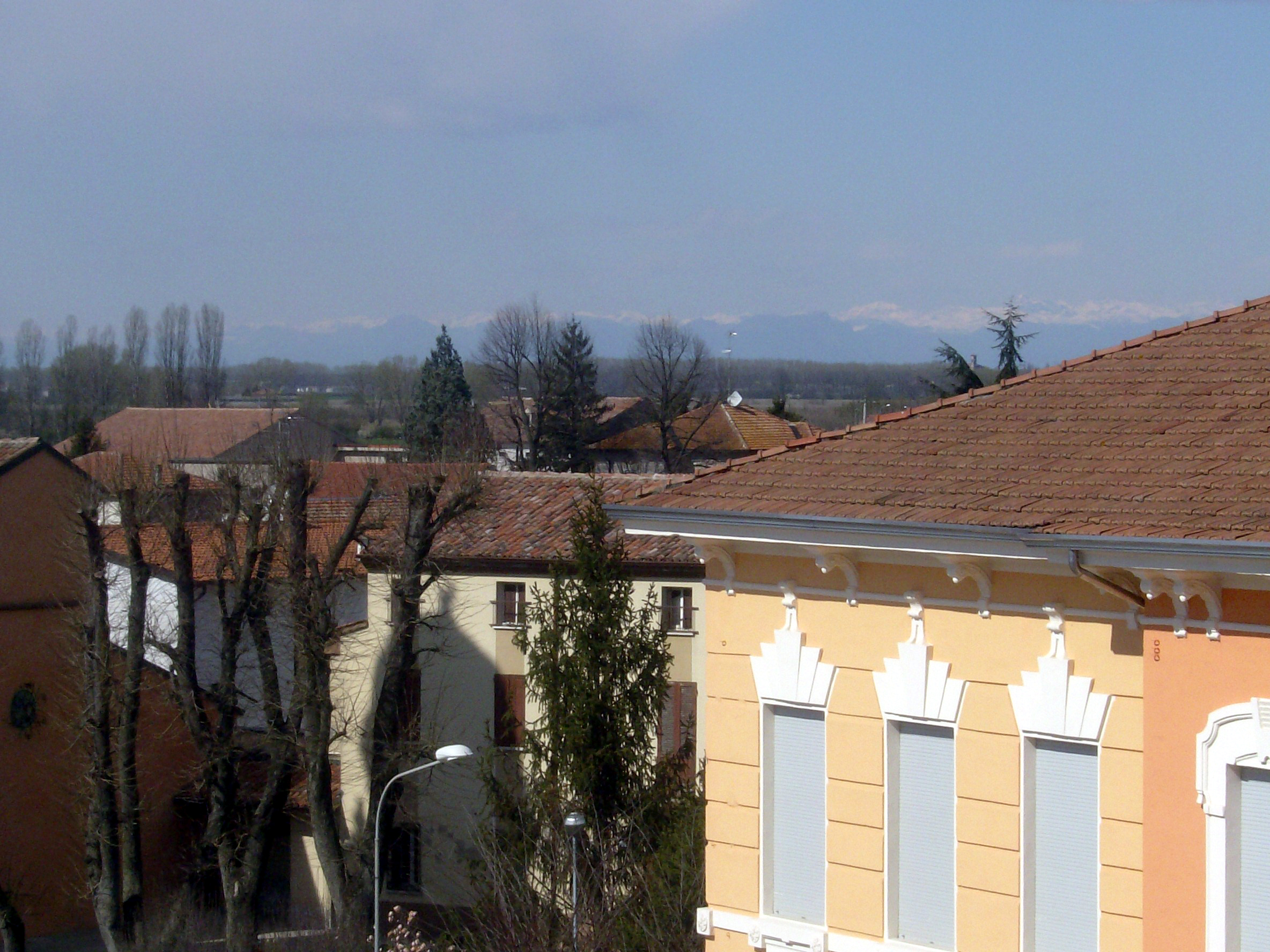
Schivenoglia, sullo sfondo le Alpi

Il comune è situato nella punta sud/est della Lombardia. Fa parte dei comuni del "Destra Secchia". Si trova a 39 km dal capoluogo e a circa 5 km dal confine con la provincia di Modena. A pochi chilometri scorre il fiume Po, che divide la provincia di Mantova  attraversandola da ovest a est.
Schivenoglia è tra i 12 e i 16 metri sul livello del mare, la sua estensione è di 13,17 chilometri quadrati ed è attraversata da una linea ferroviaria, la Suzzara - Ferrara, che divide il centro del paese da Brazzuolo, località di Schivenoglia.
L'escursione altimetrica complessiva del comune risulta essere pari a 4 metri.

## Storia
È stata prima frazione di Revere (oggi municipio del comune di Borgo Mantovano e sede comunale dello stesso) e diventò comune il 1º maggio 1816.
Dalle ricerche del Gruppo Archeologico Ostigliese risulta però che il territorio di Schivenoglia è stato abitato fin dal I secolo d.C. : infatti in più punti del territorio schivenogliese sono stati individuati siti archeologici.
I primi documenti storici di una certa importanza risalgono al 1105-1115 e trattano la donazione di Schivenoglia ai monaci di San Benedetto in Polirone da parte della contessa Matilde di Canossa.
Alle origini era una terra paludosa e malsana, flagellata per molti secoli dalla peste. Nel 1232 vi fu una terribile inondazione provocata dallo straripamento del Po, che non fu purtroppo l'unica: basti ricordare quella, devastante, del 1705.
Nel 1497 venne edificato un oratorio, al quale vennero assegnate 12 biolche di terra.
Schivenoglia continuò però a dipendere, per quanto riguarda la vita spirituale, dal parroco di San Giovanni del Dosso che, a Schivenoglia, inviò un cappellano sussidiario. Nel 1575, in risposta ad una petizione degli abitanti stanchi di dipendere da San Giovanni, il vescovo di Mantova nominò il primo parroco del paese, Venturino Bianchi, "col comune consenso degli uomini di Schivenoglia e quello del parroco di San Giovanni".
Il paese è stato sotto il dominio dei Gonzaga per ben tre secoli e mezzo, per la precisione sino al 1707.
Nel 1708 Schivenoglia passò sotto il dominio austriaco e vi rimase sino al 1866 (tranne la parentesi del dominio francese dal 1801 al 1814), quando, a seguito della Terza guerra d'indipendenza, il comune fu incorporato nel regno d'Italia.
Schivenoglia vanta nomi illustri e nel corso dei secoli ha dato i natali a due personaggi particolarmente affermati nel campo delle lettere e nel campo della pittura.
Il primo è Andrea da Schivenoglia nato nel 1411 a Mantova e morto nel 1481 o secondo altre fonti nel 1484 a Mantova, che ha scritto una “Cronaca” particolarmente interessante sugli avvenimenti che si sono succeduti fra le vicine contrade dal 1445 al 1481.
A Schivenoglia nasce nel 1676 il pittore Francesco Maria Raineri detto "Lo Schivenoglia" (muore a Mantova nel 1758) il cui quadro più noto è un San Sebastiano nella basilica di Sant'Andrea a Mantova. Vi sono altre sue opere sparse in vari luoghi, come una pala nell'oratorio della Disciplina a Bozzolo, rappresentante un miracolo di san Francesco di Paola o il “Crocifisso” conservato nella chiesa parrocchiale di Montanara.

## Monumenti e luoghi d'interesse

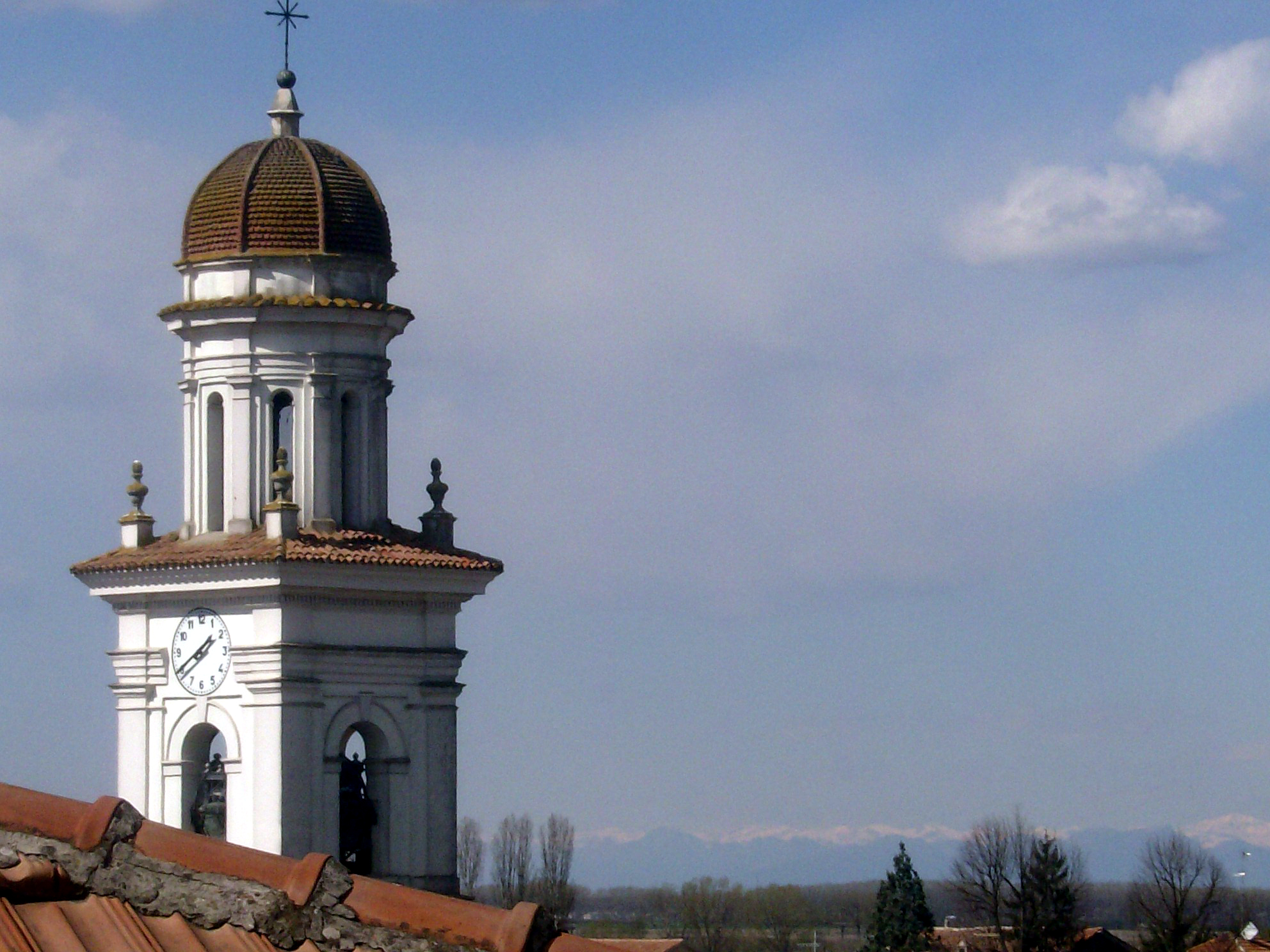
L'orologio della chiesa di San Francesco d'Assisi

In centro troviamo la settecentesca “Corte dell'Acqua” con il parco che si affaccia sulla piazza con i portici. La parrocchiale di San Francesco d'Assisi che, ricostruita nel Novecento con forme neoclassiche, custodisce all'interno, oltre un altare ligneo, una tela del pittore mantovano Lanfranco e il dipinto Trapasso di San Francesco del Raineri.

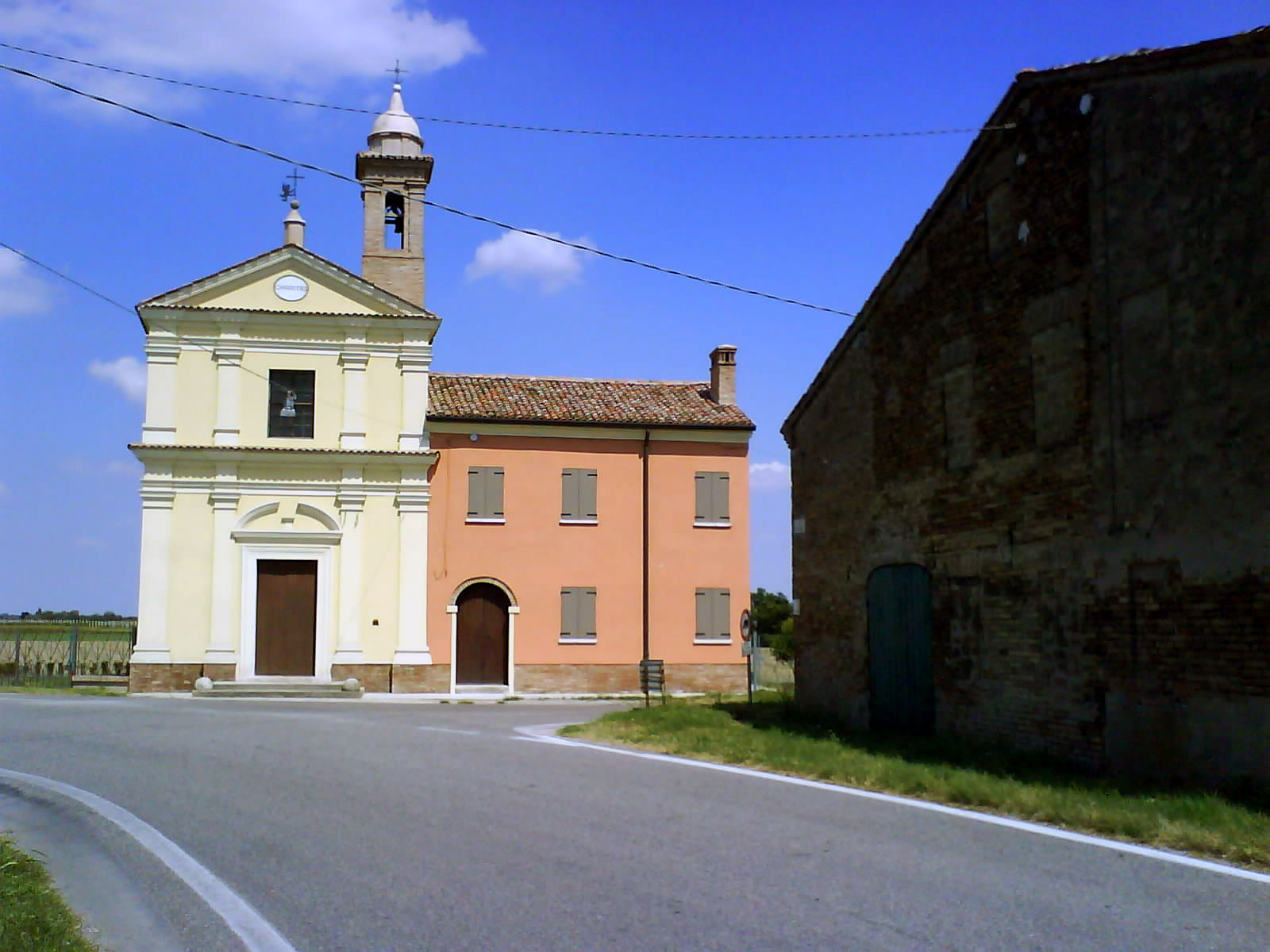
Chiesa della Madonna di Brazzuolo

Da visitare nei dintorni vi è la chiesa della Madonna di Brazzuolo, eretta nel 1688 per volontà del capitano Ferrante Pedocca dei conti Pedocca-Manfredi. L'edificio è di gusto barocco e, all'interno, conserva sotto la mensa dell'altare un pregevole paliotto in scagliola policroma risalente al 1600. Nel 1946, dopo un attento restauro, la chiesa è stata dedicata alla Beata Maria Vergine detta anche Madonna del Rosario. Dal 2012 al 2018, in seguito alle violente scosse del terremoto, l'edificio è rimasto chiuso al pubblico e circondato da reti di recinzione. Il 10 novembre 2018, in seguito a lavori di ripristino e restauro, la chiesa è stata nuovamente aperta e inaugurata in occasione della locale sagra della frazione, che cade la seconda domenica del mese.

## Società

### Evoluzione demografica

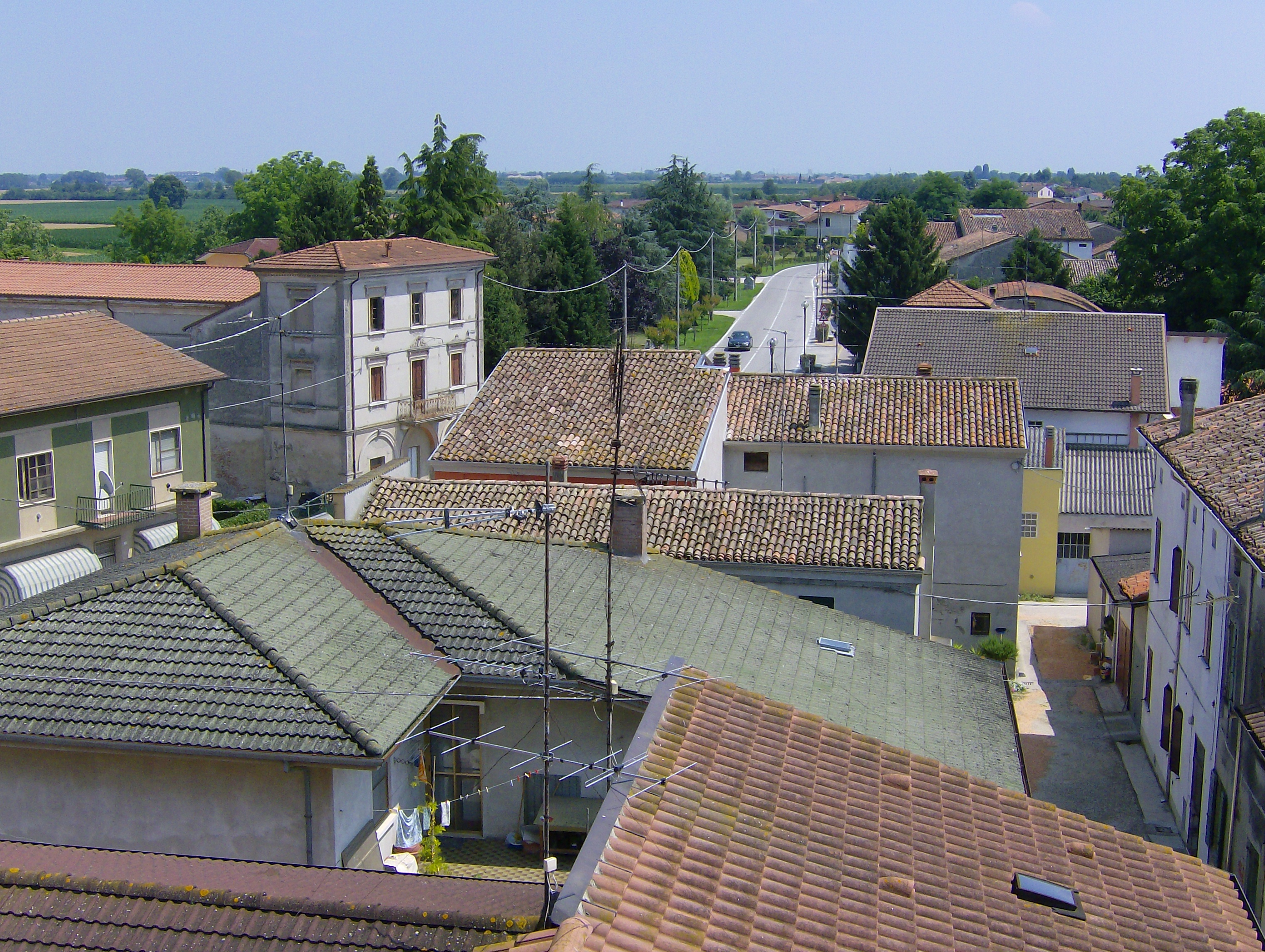
Schivenoglia

Negli ultimi settanta anni, a partire dal 1951, la popolazione residente è dimezzata.
Abitanti censiti

Gli abitanti sono distribuiti in 473 nuclei familiari con una media per nucleo familiare di 2,61 componenti.

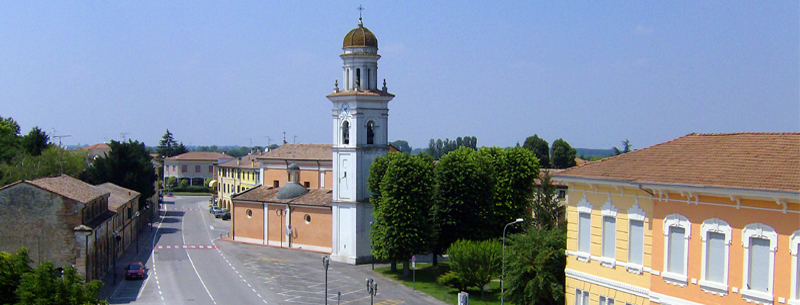
Via Dante Alighieri

### Tradizioni e folclore
- Sagra di san Luigi nel mese di agosto.

## Geografia antropica

### Frazioni e località
- Brazzuolo
- Caselle
- Gabbianella
- Malpasso

## Economia
L'economia di Schivenoglia è legata principalmente all'agricoltura ed all'allevamento.
Risultano insistere sul territorio del comune 42 attività industriali con 139 addetti pari al 48,77% della forza lavoro occupata, 29 attività di servizio con 53 addetti pari al 10,18% della forza lavoro occupata, altre 22 attività di servizio con 62 addetti pari al 18,60% della forza lavoro occupata e 9 attività amministrative con 70 addetti pari al 7,72% della forza lavoro occupata.
Risultano occupati complessivamente 285 individui, pari al 23,10% del numero complessivo di abitanti del comune.

## Infrastrutture e trasporti

### Mobilità
Schivenoglia è collegata da alcune linee dei bus di APAM: linea 31B(Quisello-Ostiglia) e linea 25 (Mantova-Schivenoglia).

### Ferrovie
Schivenoglia è attraversata dalla Ferrovia Suzzara-Ferrara gestita da Trenitalia-Tper. La stazione si trova nei pressi del centro del paese. 

## Amministrazione
| Periodo | Periodo   | Primo cittadino     | Partito                               | Carica  | Note |
| ------- | --------- | ------------------- | ------------------------------------- | ------- | ---- |
| 1985    | 1990      | Alcide Stolfinati   | PCI-PSI                               | Sindaco |      |
| 1990    | 1995      | Giuseppe Magotti    | Democrazia Cristiana                  | Sindaco |      |
| 1995    | 1999      | Marco Bruschi       | Lista civica                          | Sindaco |      |
| 1999    | 2004      | Marco Bruschi       | Lista civica Per Schivenoglia         | Sindaco |      |
| 2004    | 2009      | Giancarlo Ghidini   | Lista civica                          | Sindaco |      |
| 2009    | 2014      | Marco Bruschi       | Lista civica Schivenoglia viva        | Sindaco |      |
| 2014    | 2019      | Federica Stolfinati | Lista civica Rilancia Schivenoglia    | Sindaco |      |
| 2019    | 2024      | Federica Solfinati  | Lista civica Rilancia Schivenoglia    | Sindaco |      |
| 2024    | in carica | Paolo Oppini        | Lista civica Insieme per Schivenoglia | Sindaco |      |

## Galleria d'immagini

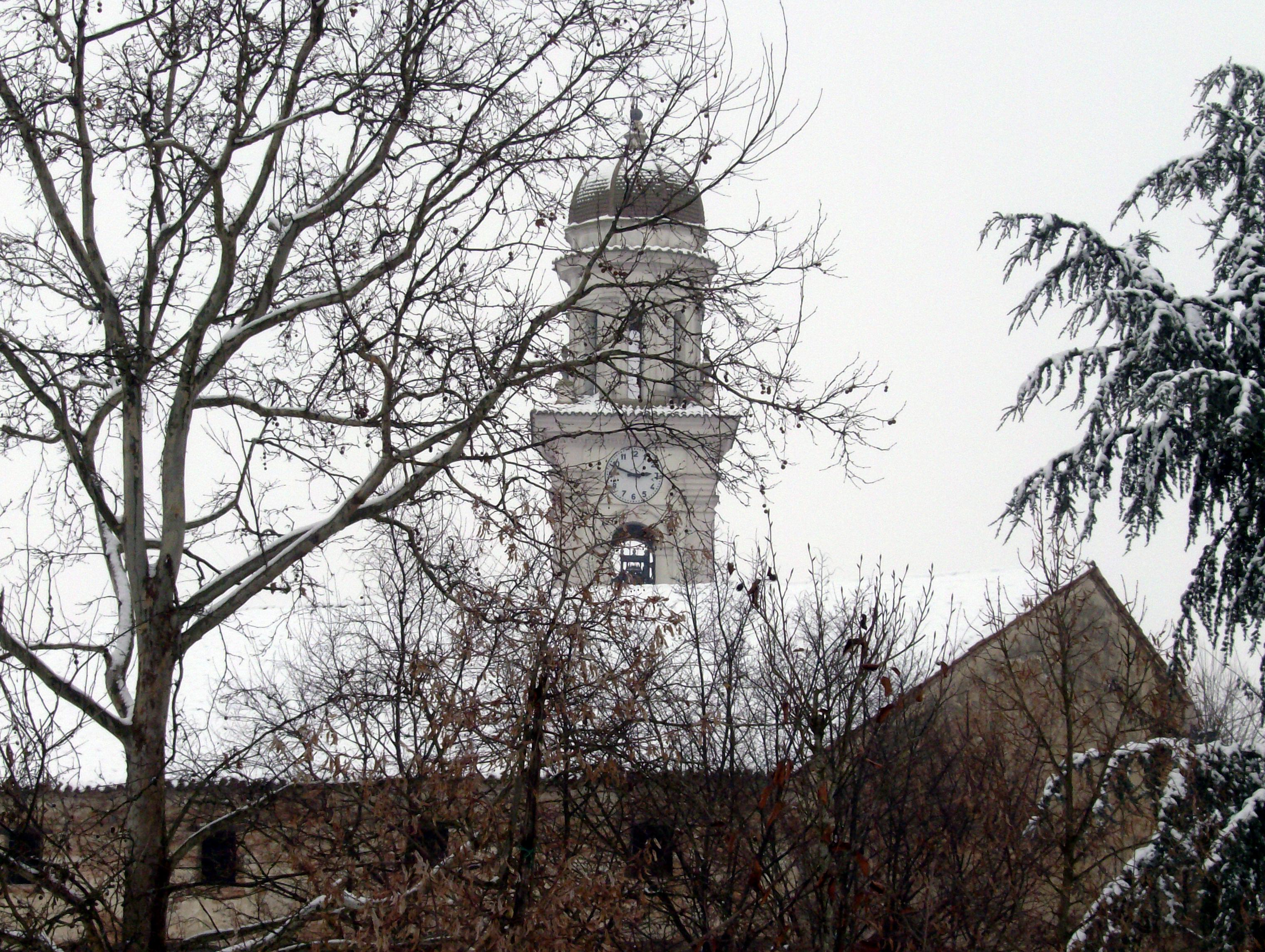
Neve sull'orologio della chiesa di Schivenoglia
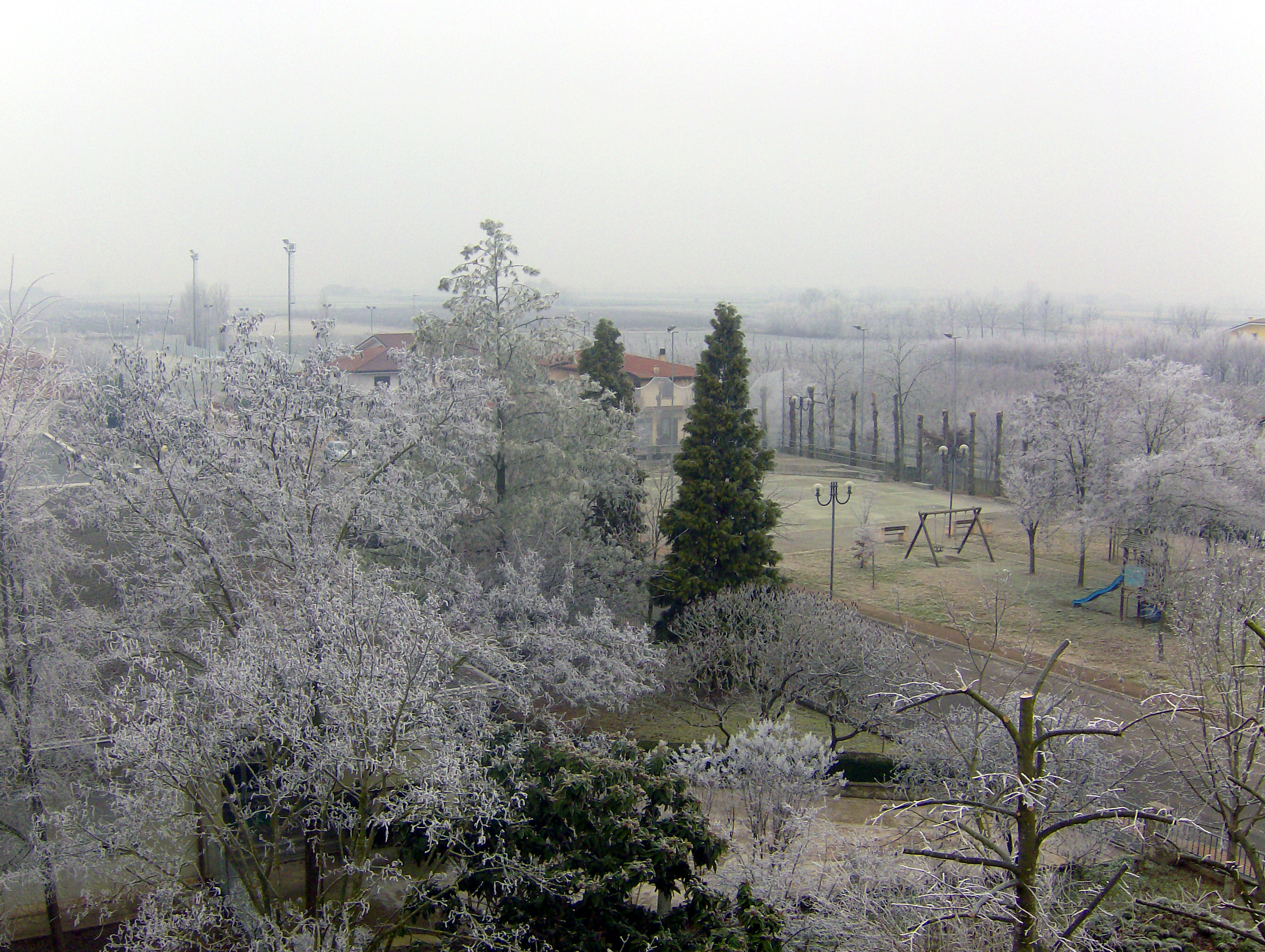
L'inverno
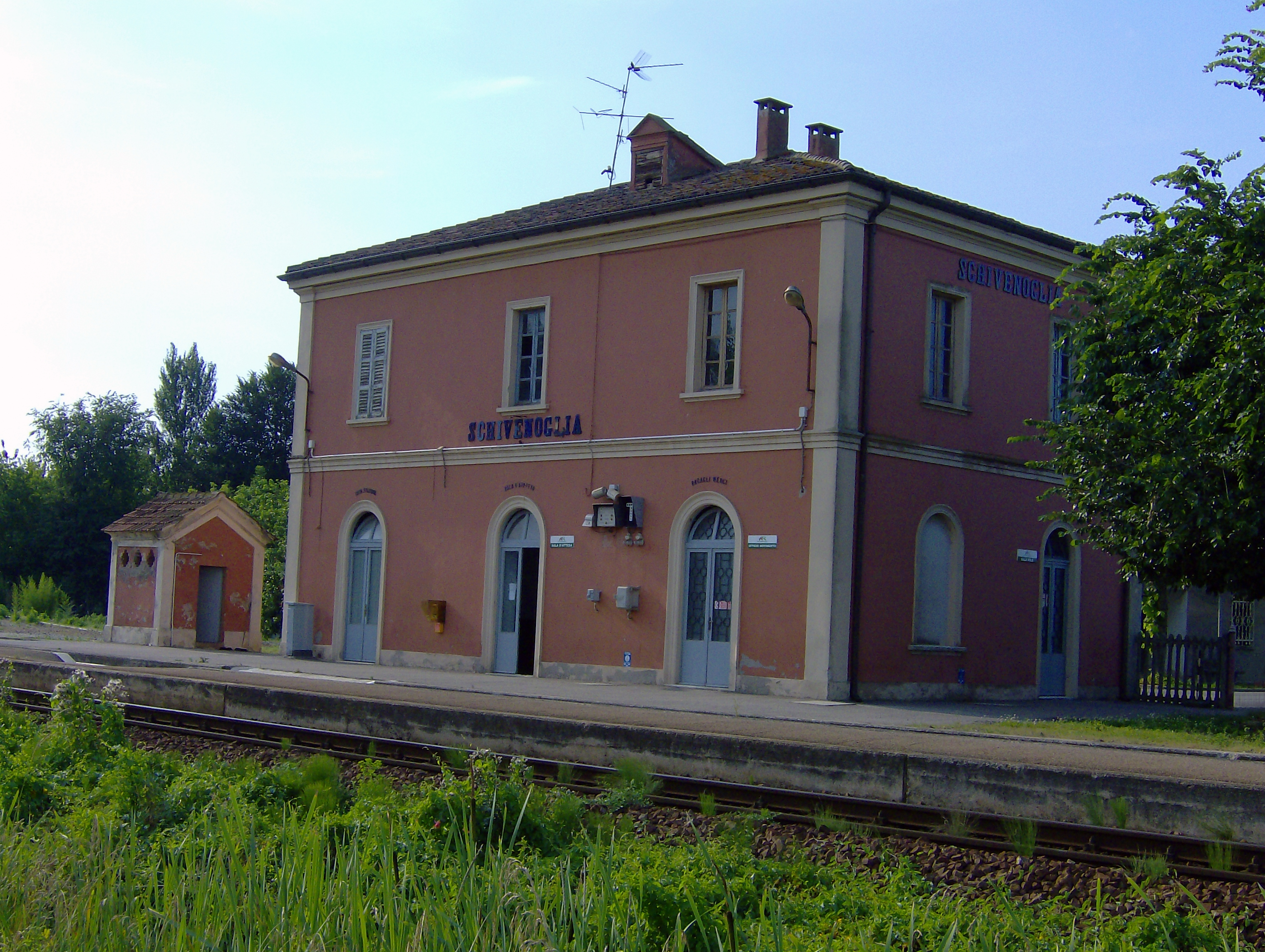
Stazione di Schivenoglia
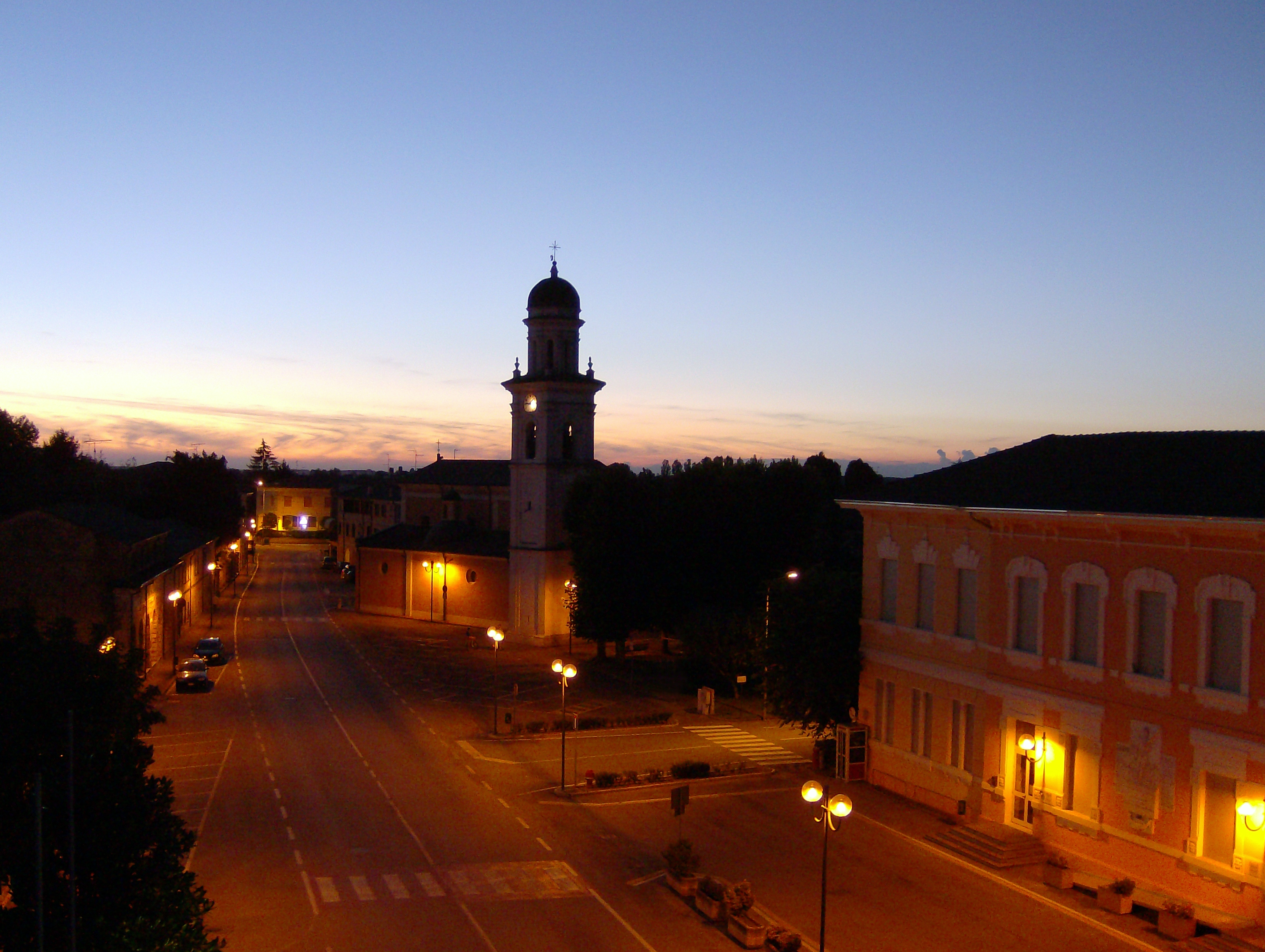
Tramonto
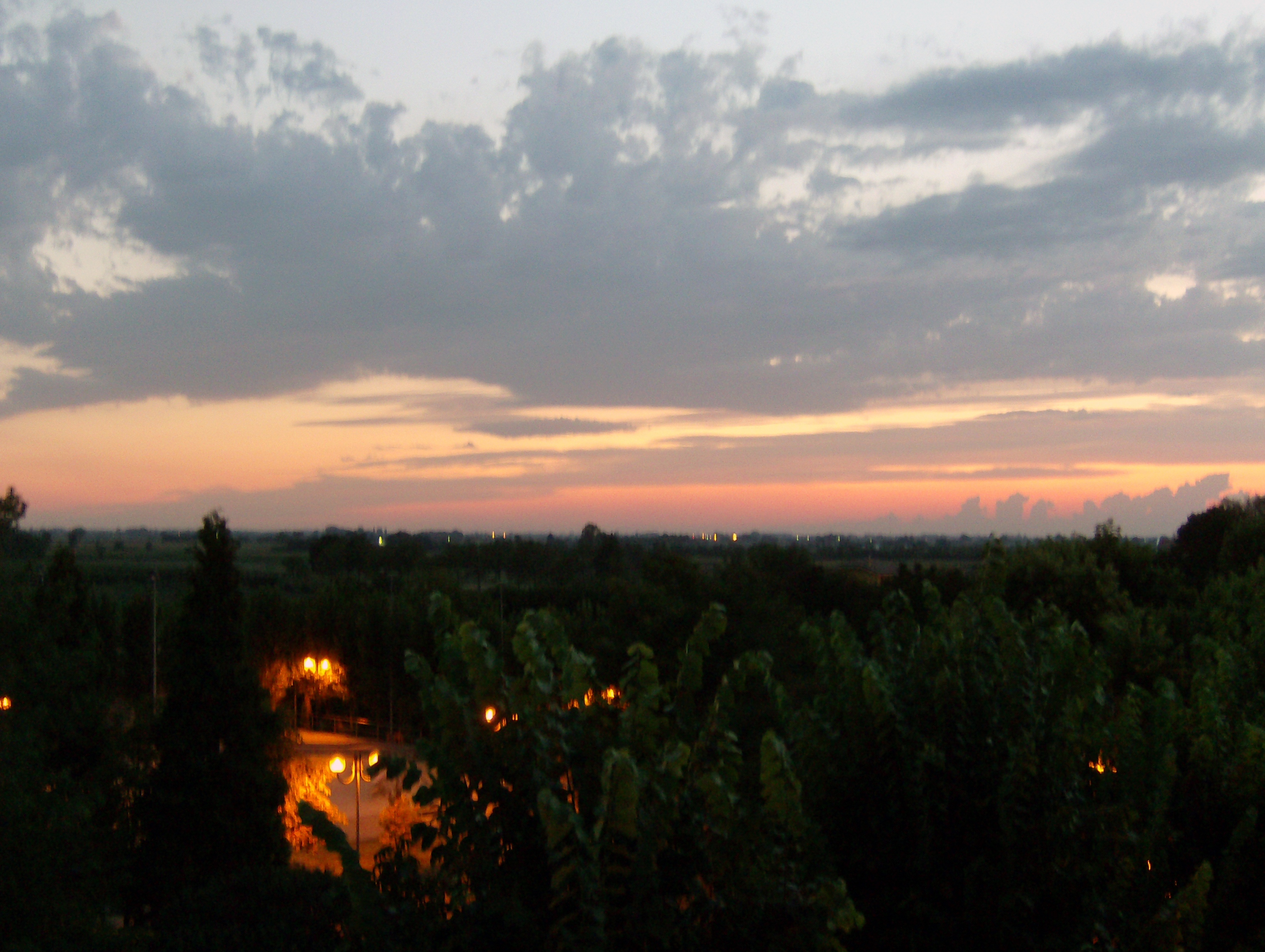
Ultimi istanti di sole